# Harmanecký Hlboký jarok
Harmanecký Hlboký jarok je přírodní rezervace v oblasti Poľana na Slovensku.
Nachází se v katastrálním území obce Dolný Harmanec v okrese Banská Bystrica v Banskobystrickém kraji. Území bylo vyhlášeno či novelizováno v roce 1998 na rozloze 50,3300 ha. Ochranné pásmo nebylo stanoveno.